# Абрамович Дмитро Іванович
Дмитро́ Іва́нович Абрамо́вич (26 липня (7 серпня) 1873, Гулівка — 4 березня 1955, Вільнюс) — український історик літератури й мови. Член-кореспондент АН СРСР, науковий співробітник ВУАН наприкінці 1920-тих pp.

## Біографічні дані
Народився у м. Гулевичі Луцького повіту Волинської губернії (нині с. Гулівка Ковельського району Волинської області).
Наукову діяльність почав 1896 року під проводом академіка О. О. Шахматова, друкуючи свої праці, статті й рецензії російською мовою в тодішніх наукових виданнях.
Закінчив Петербурзьку духовну академію (1897). У цій академії працював протягом 1903—1909 років завідувачем кафедри російської та церковнослов'янської мови й історії російської літератури. Звільнено через «неблагонадійність».
Викладав історію російської літератури та мови, старослов'янську мову, палеографію на Вищих жіночих курсах Петроградського університету.
Помер у Вільнюсі.

## Наукова робота
Включившись у діяльність ВУАН, з 1928 року друкує свої праці виключно українською мовою в українських виданнях ВУАН: «Повесть о Варлааме и Йоасафе» (у Збірнику на пошану акад. Грушевського, К., 1928), «Літописні джерела Четьїх Міней Дмитра Ростовського» (У Наук. Збірнику істор. секції ВУАН.,т. XXXII, К., 1929), «До питання про джерела Ізборника Святослава 1076 р.» (у Наук. Зб. Ленінгр. товариства досл. укр. історії, письм. та мови, II, К., 1929), «З новітніх праць про «Слово о полку Ігоревім» (Укр., 1929), «Ізборник Святослава 1076 р. і Патерики» (У Наук. Зб. Ленінгр. товариства… Т.ІІІ, 1931), «Києво-Печерський Патерик» (К., 1931). Останньою його друкованою працею була розвідка «Из наблюдений над текстом «Слова Даниила Заточника» (У Збірнику на пошану акад. А. С. Орлова, Л., 1934).
Професор Ленінградського університету і Смоленського педагогічного інституту (1939—1941). У повоєнний час — у Вільнюському університеті. Досліджував історію української літератури та літератур східних слов'ян від часів Київської Русі до XIX ст.
З 1934 року аж до самої смерті 4 березня 1955 року не надрукував, як це показано в реєтрі його друкованих праць (в ТОДРЛ, ХІІ, 1956, складенім П. Н. Берковим), жодної праці, статті чи бодай рецензії, що й доводить, що проф. Д. І. Абрамович був репресований: якщо не засланий, то примушений замовкнути як науковець. Автор некрологу Д. І. Абрамовича (в ТОДРЛ, ХІ, 1955) І. П. Єрьомін діяльність Д. І. Абрамовича в1934—1938 роках замовчує і тільки подає, що в 1939—1941 pоків він працював у Смоленському педагогічному інституті, а після війни у Віленському університеті.

## Праці
Головна праця «Исследование о Киево-Печерском патерике как историко-литературном памятнике» (1901—1902), за оцінкою І. Франка (1903), «є дуже пильним і старанним зводом усього того, що досі було зроблено для вияснення літературної історії та історичної вартости Київо-Печерського патерика». Залишив працю «К вопросу об объеме и характере литературной деятельности Нестора Летописца» (1902).
1913 увів у науковий обіг ім'я Ісайї Кам'янчанина, опублікувавши усі відомі твори Ісайї з Кам'янця та розвідку про нього. Рецензією на цю публікацію 1914 відгукнувся Іван Огієнко.
Попри відірваність від України, охоче співпрацював з ВУАН. У її серії «Пам'ятки мови та письменства давньої України» (т.4.) видав твір касіянівської 2-ї редакції (1462) за рукописом Києво-Печерської лаври 1553-54. «Києво-Печерський патерик» (К., 1930). Статті про літературні джерела Ізборника Святослава 1076 (1929) і «Четьих миней Димитрія Ростовського» (1928, 1929). Вивчав листування М. Костомарова і М. Драгоманова. Член-кореспондент АН СРСР (1921).